# Тибо, Жослен
Жосле́н Тибо́ (фр. Jocelyn Thibault; 12 января 1975, Монреаль, Квебек) — профессиональный канадский хоккеист, тренер. Амплуа — вратарь. В-основном,выступал под номером 41. Прозвище — «Ти-Кость» (англ. T-bone).

## Биография
Родился 12 января 1975 в Монреале (Квебек).
На драфте НХЛ 1993 года был выбран в первом раунде под общим 10 номером командой «Квебек Нордикс». 6 декабря 1995 года обменян в «Монреаль Канадиенс». 16 ноября 1998 года обменян в «Чикаго Блэкхокс». 10 августа 2005 года обменян в «Питтсбург Пингвинз. Тяжелая травма бедра не позволила Тибо полноценно начать сезон, поэтому после 13 матчей его заменил дебютант Марк-Андре Флери.  Из-за срочного хирургического вмешательства и долгого восстановления Жослен оставался вне игры весь 2006 год» Затем на правах свободного агента подписал контракт с «Баффало Сейбрз», где основным вратарём на протяжении сезона был Райан Миллер. За эту команду Жослен провел лишь 12 матчей. Свой последний матч в НХЛ Тибо провёл 5 апреля 2008 года. C сентября 2009 года и по настоящее время Жослен Тибо работает в качестве тренера вратарей клуба Колорадо Эвеланш. Тибо проживает в городе Литтлтон, Колорадо и воспитывает трёх дочерей: Ноэми, Зоуи и Анабель.

## Награды
- Участник матча «Всех звёзд» НХЛ (1 раз).
- Лучший вратарь года CHL (1992/93).
- Жак Плант Мемориал Трофи (1992/93).
- Марсель Робер Трофи (1992/93).
- Кубок Shell (1992/93).

## Статистика
```
                                            
Season   Team                        Lge    GP   Min   GA  EN SO   GAA   W   L   T   Svs    Pct
-----------------------------------------------------------------------------------------------
1990-91  Laval-Laurentides           QMAAA  20  1178   78   0  1  3.94  14   5   0     0  0.000
1991-92  Trois Rivieres Draveurs     QMJHL  30  1497   77   0  0  3.09  14   7   1     0  0.000
1992-93  Sherbrooke Faucons          QMJHL  56  3190  159   0  3  2.99  34  14   5  1503  0.904
1993-94  Quebec Nordiques            NHL    29  1504   83   3  0  3.31   8  13   3   685  0.892
1993-94  Cornwall Aces               AHL     4   240    9   0  1  2.25   4   0   0   120  0.930
1994-95  Quebec Nordiques            NHL    18   898   35   0  1  2.34  12   2   2   388  0.917
1994-95  Sherbrooke Faucons          QMJHL  13   776   38   0  1  2.94   6   6   1     0  0.000
1995-96  Colorado Avalanche          NHL    10   558   28   0  0  3.01   3   4   2   194  0.874
1995-96  Montreal Canadiens          NHL    40  2334  110   2  3  2.83  23  13   3  1148  0.913
1996-97  Montreal Canadiens          NHL    61  3397  164   5  1  2.90  22  24  11  1651  0.910
1997-98  Montreal Canadiens          NHL    47  2652  109   1  2  2.47  19  15   8  1109  0.902
1998-99  Montreal Canadiens          NHL    10   529   23   0  1  2.61   3   4   2   227  0.908
1998-99  Chicago Blackhawks          NHL    52  3015  136   6  4  2.69  21  26   5  1300  0.905
1999-00  Chicago Blackhawks          NHL    60  3438  158  10  3  2.76  25  26   7  1679  0.906
2000-01  Chicago Blackhawks          NHL    66  3844  180   7  6  2.81  27  32   7  1711  0.895
2001-02  Chicago Blackhawks          NHL    67  3838  159   2  6  2.49  33  23   9  1626  0.902
2002-03  Chicago Blackhawks          NHL    62  3650  144   4  8  2.37  26  28   7  1546  0.915
2003-04  Chicago Blackhawks          NHL    14   821   39   0  1  2.85   5   7   2   411  0.913
2005-06  Pittsburgh Penguins         NHL    16   807   60   1  0  4.46   1   9   3   424  0.876
2006-07  Pittsburgh Penguins         NHL    22  1101   52   2  1  2.83   7   8   2   520  0.909
2007-08  Buffalo Sabres              NHL    12   507   28   0  2  3.31   3   4   2   186  0.869

Lge - лига, в которой выступал игрок.
GP - сыгранные матчи.
Min - минуты, проведённые на поле.
GA - пропущенные шайбы.
EN - голы, забитые в пустые ворота.
SO - матчи на "ноль" (без пропущенных шайб).
GAA - среднее число пропускаемых за матч шайб.
W, L, T - количество побед, поражений и ничьх, одержанных командой с этим вратарём.
Svs - отражённые броски ("сэйвы").
Pct - процент отражённых бросков.

```